# Madi Williams
Madison Williams, detta Madi (Fort Worth, 29 ottobre 1999), è una cestista statunitense, professionista nella WNBA e in Europa.

## Carriera
È stata selezionata dalle Seattle Storm al secondo giro del Draft WNBA 2023 (18ª scelta assoluta).